# ハンガリー民主化運動
ハンガリー民主化運動（ハンガリーみんしゅかうんどう）は、1985年頃から1990年までのハンガリー（ハンガリー人民共和国）における民主化運動のこと。
この民主化の過程で後の汎ヨーロッパ・ピクニックからベルリンの壁崩壊に連なるハンガリーとオーストリア間の国境の開放が行われた。

## 民主化の背景
マジャル人には、元来ハンガリーはオーストリアと連邦しオーストリア＝ハンガリー二重帝国（1867年 - 1918年）としてヨーロッパ史の重要な地位を占めていたという、歴史的な自負があった。他方、ロシア人が主導する共産主義体制支配下のハンガリーは「ヨーロッパ的」ではなく、したがって民主的なヨーロッパの枠組み中に復帰したい、という思い入れがあった。
1956年に起きた民主化を求めるハンガリー動乱はソ連の軍事介入で圧殺されたが、動乱を収拾してハンガリー社会主義労働者党の書記長となったカーダール・ヤーノシュはナジ・イムレを死刑にし、一党独裁制を敷きながらも、「我々の敵でない者は味方である」と述べて政治犯の釈放やローマ教皇庁との和解を進め、東側の社会主義国の中では比較的穏健な統治を行った。1966年にはニエルシュ・レジエ書記らによって「新経済メカニズム」が導入され、市場経済の一部導入などを進めたほか、同年11月には形ばかりであった国民議会選挙の候補者を複数候補制にするなどの政治改革も進められた。
これらの改革は1973年にソビエト連邦の圧力によって後退を余儀なくされ、ニエルシュらも解任・左遷された。しかし、その処遇は「プラハの春」後に改革派党員を追放したチェコスロバキア共産党の「正常化」に比べれば穏やかなものであった。また、「新経済メカニズム」も完全には廃止されず、1970年代後半の第二次石油危機以降は再び改革が進められるようになり、「社会主義市場経済」が目指されるようになった。政治的にも地方自治の拡大、党の指導性の限定化などの施策が行われた。
1982年にはIMFに加盟、1983年には再び議会選挙が複数候補制となり、1985年には社会主義労働者党の党員以外からも国会議員に当選する者が出るようになった。
このようにハンガリーでは、既に1980年代半ばの時点で改革派が政治に参加する機会が確保されてきており、支配政党ハンガリー社会主義労働者党の中から体制変革の動きが生まれて来た点が他の東欧諸国との大きな違いである。

## 民主化の開始
他の中東欧の社会主義国に比べると早いうちから市場経済化・政治の自由化を進めており、ソ連のゴルバチョフ政権によるペレストロイカの流れもあって、改革をさらに進めていたハンガリーであったが、1980年代後半になると、カーダール・ヤーノシュによるハンガリー社会主義労働者党独裁の限界が明らかとなった。
過度な投資が対外債務の増加を生んで経済が失速する一方、高齢になったカーダールは保守化し、これ以上の経済の自由化には消極的になっていた。1987年、カーダールと党の保守派は対外債務の返済に必要な財源を確保すべく、経済の自由化で生じた富裕層に対する所得税・財産税の課税を決定したものの、国民の反発は根強く、課税のための法案が国民議会で否決されてしまった。社会主義体制になってから初めて政府提出法案が議会によって覆されるという前代未聞の事態が生じたのである。これによって保守派とカーダールは信用を失い、1988年5月の党大会でカーダールは党第一書記を退き、党総裁となった。
カーダールの後を継いで穏健改革派のグロース・カーロイが書記長に就任し、同時に政治局にはニエルシュ・レジエが復帰し、ネーメト・ミクローシュ（1988年から首相）、ポジュガイ・イムレらの急進改革派も政治局入りした。グロースはあくまでも一党制を維持し、党内の民主化を進めることで改革を達成できると考えていた。一方、ポジュガイらは複数政党制の導入など、急進的な改革を志向していた。1988年10月には会社法が制定されて国有企業の株式会社化が行われた。
1989年になるとポジュガイら改革派によって政治改革が加速していった。1月には集会・結社の自由化、政党結成の容認などが進められ、2月には党の指導性の放棄、党と政府の分離を決定し、4月には民主集中制の放棄が決定された。

## ハンガリー・オーストリア間の国境の解放
1989年5月2日、ネーメト内閣は「財政上の理由により」ハンガリー・オーストリア間の鉄条網の維持を放棄すると発表し、その撤去に着手した。これはハンガリーにとってヨーロッパへ復帰する第一歩であったが、同時にウィンストン・チャーチルが名付け親となった「鉄のカーテン」の一角が崩れ去ったことも意味していた。
これによる国境の開放が持つ意味はそれだけに留まらなかった。東ドイツの国家評議会議長兼ドイツ社会主義統一党書記長であったエーリッヒ・ホーネッカーは翌5月3日のドイツ社会主義統一党の政治局会議で、「このハンガリーの連中は、一体何をたくらんでいるんだ！」と怒鳴った。それが何を意味するのかホーネッカーには分かっていたからである。結果として西ドイツへの亡命を求める東ドイツ国民がハンガリーに殺到、汎ヨーロッパ・ピクニックを引き起こし、後のベルリンの壁崩壊や冷戦終結、さらには東欧から全ての共産主義政権を追い払うきっかけともなった。当然、当時のハンガリー政府もハンガリー国民もそこまでの意味を持つとは考えていなかったであろうが、今日においてはハンガリーがオーストリアとの国境を開放したことを語らずに一連の東欧の民主化運動を語ることは不可能であり、その意義は極めて大きいと言わざるを得ない。

## ハンガリー動乱の再評価とナジの名誉回復
1989年6月にはネーメト政権はハンガリー動乱で処刑されたナジ・イムレ元首相の名誉回復と改葬を許可した。ハンガリー動乱の評価を抜きにハンガリーの無血の民主化を語ることはほぼ不可能であったのである。これを巡って、かねがね改革の方法に違いのあった穏健改革派のグロースと急進改革派のニエルシュ、ネーメト、ポジュガイらの間に対立が生じ、政治局会議ではナジの葬儀への参加を表明したポジュガイとあくまでもナジは反乱分子であったという公式見解にこだわるグロースが口論になった。ポジュガイがグロースにネーメトは首相としての公式の資格で参列するはずだと言うと、グロースは激高し「ネーメトは首相かもしれないが、ハンガリー社会主義労働者党の書記長は、このグロースだ。すべての権限はこのグロースが握っているんだ！」」と言ったものの、最後には「行きたいなら、行け！勝手にしろ！」と怒鳴って部屋を出て行った。6月16日、ナジの改葬式が行われ、野党の幹部や犠牲者の家族と共にポジュガイやネーメトも参列した。

## 共産主義体制の終焉
社会主義労働者党の急進改革派はさらなる改革を推し進め、1989年6月23日、24日に開催された党の中央委員会では、政治局を廃止して21人からなる政治執行委員会と、ニエルシュ、ポジュガイ、ネーメト、グロースから成る幹部会を設け、党首（党議長）にはニエルシュが就任した。グロースは書記長のポストにとどまったが、幹部会は4人のうち3人が急進改革派であり、また党の最高指導者から外され、失脚した形になった。こうして急進改革派が党の主導権を握った。
6月25日、ニエルシュは「スターリン主義とプロレタリア独裁から決別する」と表明し、複数政党制の導入を決定して一党独裁を放棄した。
10月の党大会において「党の国家政党としての歴史は終わった」と宣言して社会主義労働者党は民主社会主義を志向する「ハンガリー社会党」へ改名がおこなれた。
10月18日、国会で市場経済・複数政党制による民主政などを定めた憲法の改正案が採択されて、国名も「ハンガリー共和国」に改称された。
1989年10月23日、暫定国家元首となったスールシュ・マーチャーシュ国会議長が国会前の広場で共和国宣言を読み上げ、ここにハンガリー人民共和国は完全に終焉した（第一次大戦末期の第一共和国（ハンガリー民主共和国）、第二次大戦直後の第二共和国に次ぐ共和政体として「第三共和国」と呼ばれる）。
ハンガリーでは既に民主化勢力である「民主フォーラム」が活発な政治活動をはじめていた。ピクニック事件はその活動の一端であるが、その結果引き起こされたベルリンの壁崩壊は彼らが望んでいた通りの出来事であり、民主フォーラムの気勢は高まった。
こうして行われた1990年の自由選挙では民主フォーラムが勝利し、社会党から民主フォーラムへの政権の委譲が行われた。しかし改革派であったハンガリー社会党は、他の東欧諸国の旧共産党とは違い、ハンガリー国民の支持を失わず、1994年に政権に返り咲き、その後も2002年に再び政権に復帰するなど、フィデス＝ハンガリー市民同盟などと並ぶハンガリーの有力政党となっている。

### 人物
- グロース・カーロイ（ハンガリー語版） - カーダールの後を継いでハンガリー社会主義労働者党書記長となり、一党独裁制の枠内で改革を進めようとするが、急進改革派との対立に敗れ、失脚した。
- ニエルシュ・レジエ（ハンガリー語版） - ハンガリー社会主義労働者党の改革派の人物。社会主義労働者党最後の指導者となり、党を社会党へと改組させた。
- ポジュガイ・イムレ（ハンガリー語版）　- ハンガリー社会主義労働者党の改革派の人物。政治局員として民主化を主導し、ネーメトと共に汎ヨーロッパ・ピクニックを支援した。
- ネーメト・ミクローシュ - ハンガリー社会主義労働者党の改革派の人物。ハンガリーの民主化が大きく進んだ時期に首相を務めた。
- ホルン・ジュラ - ハンガリー社会主義労働者党の改革派の人物。ネーメト内閣の外相。西ドイツとの交渉などを進めた。後に社会党を勝利させ、首相となる。

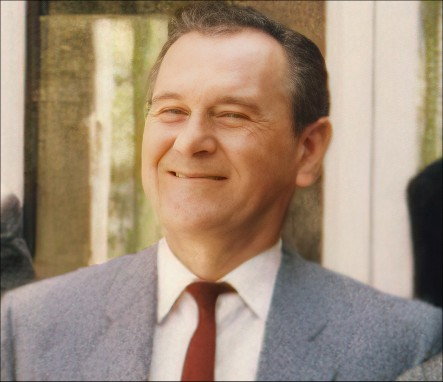
グロース・カーロイ(1987)
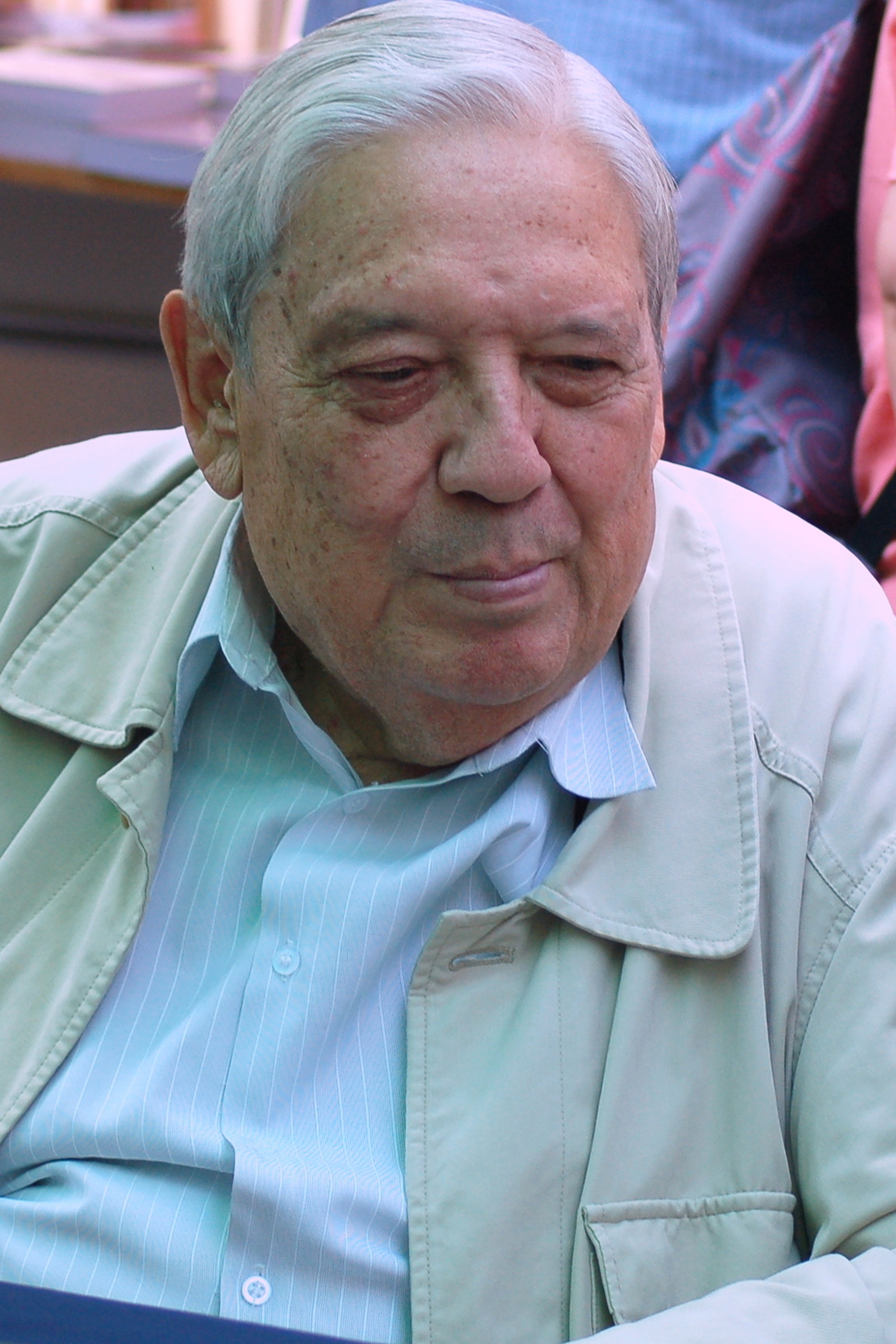
ポジュガイ・イムレ(2012)
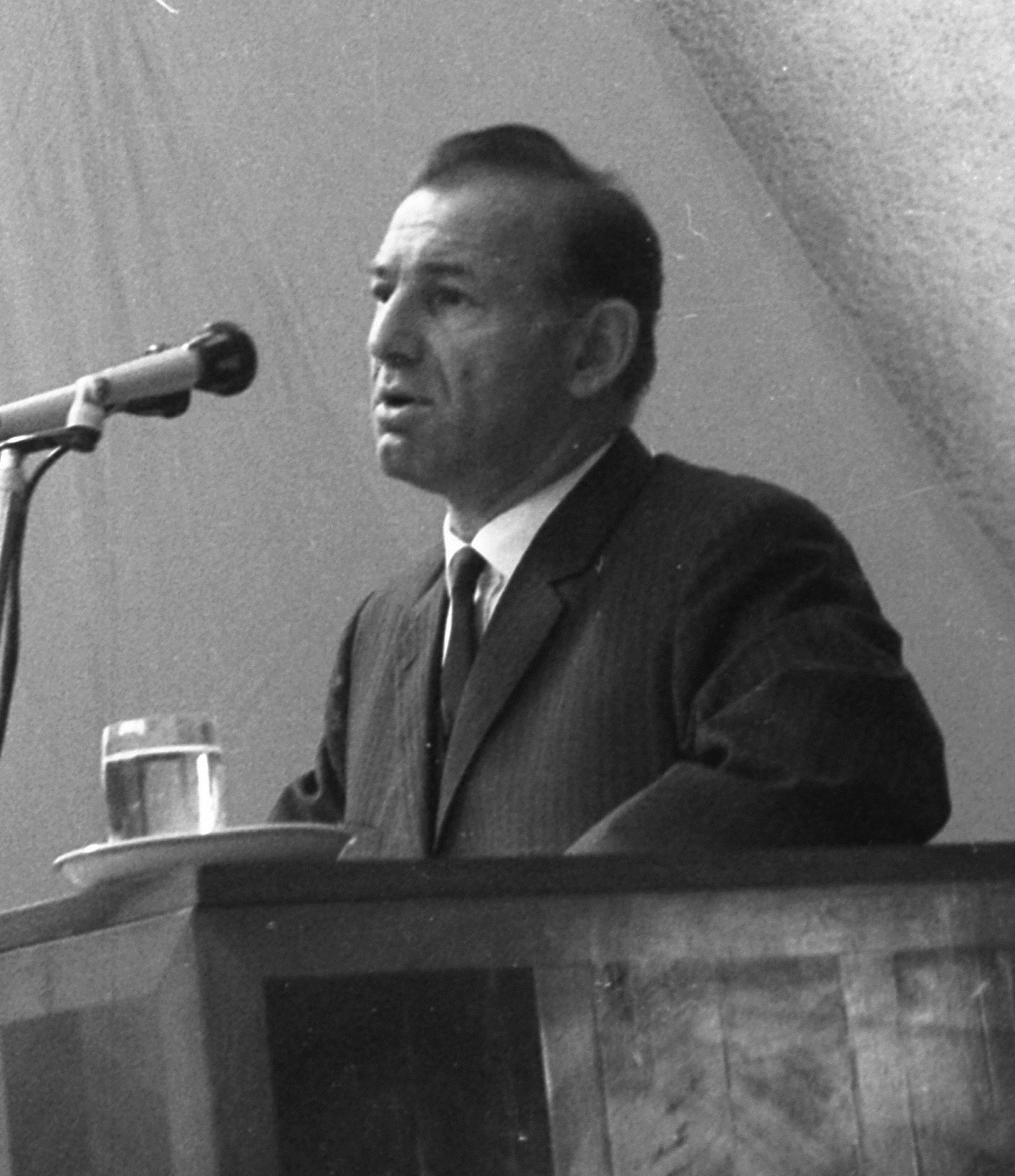
ニエルシュ・レジエ(1970)
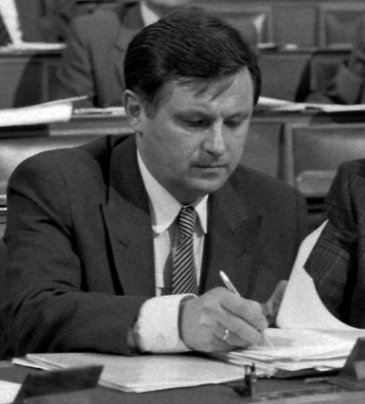
ネーメト・ミクローシュ(1989)
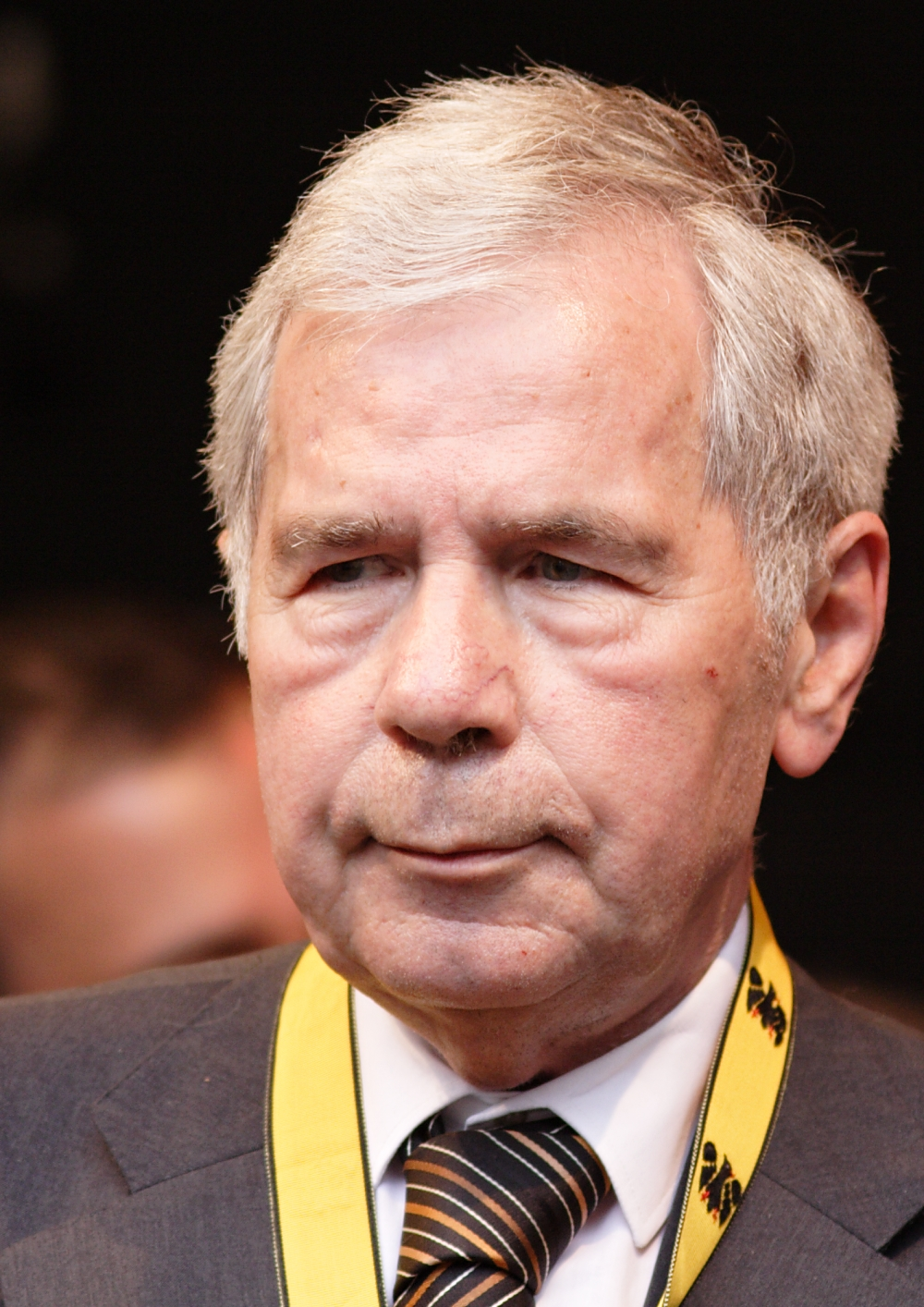
ホルン・ジュラ